# Pankrušichinskij rajon
Il Pankrušichinskij rajon (in russo Панкрушихинский район?) è un rajon del kraj dell'Altaj, nella Russia asiatica.